# Киприян, Мирон Владимирович
Мирон Владимирович Киприян (27 июля 1930, Винники — 3 декабря 2019) — советский и украинский сценограф

, главный художник театра имени М. Заньковецкой, народный художник УССР (1988), лауреат Национальной премии Украины имени Т. Шевченко (1978), лауреат премии имени В. Клеха (США).

## Биография
Учился во Львовском государственном институте прикладного и декоративного искусства (1954), учился в В. Монастырского. С 1957 года — художник-постановщик театра им. М. Заньковецкой, а с 1963 — главный художник театра. Оформил спектакли: «Гайдамаки» по Т. Шевченко (1964), «Ричард III» У. Шекспира (1974), «Украденное счастье» И. Франко (1976), «Народный Малахий» Н. Кулиша (1990), «Павел Полуботок» К. Буревия (1990); трилогия Б. Лепкого «Мазепа» (1992), «Не убий» (1992), «Батурин» (1993); «Иисус, Сын Бога живого» Босовича (1994) и др.
Умер 28 ноября 2019 года.

## Государственные награды
- Медали «За трудовую доблесть», «Ветеран труда», «За трудовое отличие».
- Почётный гражданин Винников.
- Орден «За заслуги» III степени (1997)[2]
- Орден «За заслуги» II степени (2010)[3]